# Quint Eli Tuberó (tribú 194 aC)
Quint Eli Tuberó (en llatí Quintus Aelius Tubero) va ser un magistrat romà del segle ii aC.
Va ser elegit tribú de la plebs l'any 194 aC i va proposar un plebiscit, d'acord amb un decret del senat romà, per la creació de dues colònies llatines al sud d'Itàlia, una al Brútium i una altra al territori de Turis. Després va ser nomenat com un dels Triumviri coloniae deducendae per la fundació de la colònia al territori de Turis.